# 稲葉右二
稲葉 右二（いなば ゆうじ、1928年8月13日 - 2017年1月8日）は、日本の獣医師。学位は医学博士（順天堂大学・1961年）。元日本大学教授。
畜産農家に恐れられていた牛の伝染病「牛流行熱」「イバラキ病」「アカバネ病」の原因がアルボウイルスであることを突き詰め、診断法やワクチンを開発した。家畜衛生試験場製剤研究部長、日本ウイルス学会理事、日本大学生物資源科学部教授、獣医師免許審議会委員などを歴任した。

## 研究
1971年、「牛の流行熱の研究」により日本獣医学会賞を受賞。1977年、「牛流行熱及び牛伝染性鼻気管炎の予防液の開発」により農林水産省職員功績者。1994年、「各種牛のウイルス病の防除技術の開発及び実用化に関する研究」により日本農業研究所賞を受賞。1998年、「牛伝染性鼻気管炎の診断及び予防技術の開発」により科学技術庁長官賞を受賞。1998年、「牛のアルボウイルス感染症に関する研究」により日本農学会賞、読売農学会賞を受賞。2000年、「牛のウイルス病の診断・予防法の確立」により獣医学奨励賞を受賞。

## 家族・親族
息子は紀行作家、一級建築士の稲葉なおと、甥はミュージシャン、B'zの稲葉浩志である。

## 略歴
- 1927年 - 岡山県津山市にて誕生。
- 1945年 - 旧制岡山県津山中学校（現・岡山県立津山高等学校）卒業。
- 1945年 - 旧制第三高等学校（現・京都大学）入学
- 1945年 - 旧制第三高等学校、健康上の理由により退学
- 1949年 - 鳥取農林専門学校（現・鳥取大学）獣医畜産科卒業。
- 1949年 - 農林省家畜衛生試験場研究員。
- 米国留学。
- 1961年 - 順天堂大学医学博士。
- 1985年 - 農林省家畜衛生試験場製剤研究部長。
- 1988年 - 日本大学生物資源科学部教授。

## 主な賞歴
- 日本獣医学会賞（1971年）。
- 農林大臣賞（1977年）。
- 日本農業研究所賞（1994年）。
- 科学技術庁長官賞（1998年）。
- 日本農学賞（1999年）。
- 読売農学賞（1999年）。

## 主な共著書
- 『獣医感染症カラーアトラス』文永堂 2006年
- 『監視伝染病診断指針』日本獣医師会 2002年